# Dyes and Pigments
Dyes and Pigments (abrégé en Dyes Pigm.) est une revue scientifique à comité de lecture. Ce journal publie des articles de recherches originales dans le domaine de la chimie des teintures et des pigments.
D'après le Journal Citation Reports, le facteur d'impact de ce journal était de 4.02 en 2024. Actuellement, la direction de publication est assurée par B. M. Heron, M. Wainwright, X. Ma, C. Lodeiro, S. Achelle. D. Escudero, S. Lee, K. de Clerck and M. Van der Auweraer.